# Chesapeake Shores
Chesapeake Shores ist eine US-amerikanische Drama-Serie, die am 14. August 2016 ihre Premiere beim Sender Hallmark Channel feierte. Im deutschsprachigen Raum ist die Serie bei Netflix abrufbar.
Bis 2022 wurden sechs Staffeln mit insgesamt 55 Folgen ausgestrahlt.

## Inhalt
Abby O’Brien Winters kehrt von New York in ihre Heimatstadt Chesapeake Shores, Maryland, zurück, nachdem sie von ihrer jüngsten Schwester Jess, die das Gasthaus in Eagle Point renoviert, einen panischen Anruf erhalten hat. Abbys anspruchsvolle Karriere, Scheidung und junge Töchter haben sie zu beschäftigt gehalten, um überhaupt an die Stadt zu denken, die ihr Vater gebaut hat. Wenn sie das Gasthaus ihrer Schwester vor einer Zwangsvollstreckung bewahrt, bedeutet das, dass sie nicht nur mit ihrer zerrütteten Familie, sondern auch mit Trace Riley, ihrer ersten Liebe, die sie vor sechzehn Jahren abrupt verließ, fertig werden würde. Er ist zunächst ein Hindernis, wird aber zu einem unerwarteten Verbündeten und zu einer zweiten Chance, Liebe zu finden. Die beunruhigte Familiendynamik wird verstärkt, als Abbys entfremdete Mutter in die Stadt zurückkehrt.

## Besetzung und Synchronisation
Die deutschsprachige Synchronisation der Serie erfolgt durch die SDI Media Germany GmbH, Berlin unter Dialogbuch und Dialogregie von Jeffrey Wipprecht.
| Rolle                  | Schauspieler   | Synchronsprecher  |
| ---------------------- | -------------- | ----------------- |
| Abby O’Brien-Winters   | Meghan Ory     | Nicole Hannak     |
| Trace Riley            | Jesse Metcalfe | Nico Mamone       |
| Mick O’Brien           | Treat Williams | Rainer Doering    |
| Nell O’Brien           | Diane Ladd     | Sonja Deutsch     |
| Jess O’Brien           | Laci J. Mailey | Marieke Oeffinger |
| Bree Elizabeth O’Brien | Emilie Ullerup | Josephine Schmidt |
| Megan O’Brien          | Barbara Niven  | Gundi Eberhard    |
| Kevin O’Brien          | Brendan Penny  | Roman Wolko       |
| Connor O’Brien         | Andrew Francis | Jeffrey Wipprecht |

## Episodenliste
| Staffel | Episodenanzahl | Erstausstrahlung USA | Erstausstrahlung USA | Deutschsprachige Erstveröffentlichung (D) | Deutschsprachige Erstveröffentlichung (D) |
| Staffel | Episodenanzahl | Premiere             | Finale               | Premiere                                  | Finale                                    |
| ------- | -------------- | -------------------- | -------------------- | ----------------------------------------- | ----------------------------------------- |
| 1       | 9              | 14. August 2016      | 9. Oktober 2016      | 15. Mai 2017                              | 15. Mai 2017                              |
| 2       | 10             | 6. August 2017       | 8. Oktober 2017      | 1. September 2017                         | 3. November 2017                          |
| 3       | 10             | 5. August 2018       | 7. Oktober 2018      | 30. August 2018                           | 1. November 2018                          |
| 4       | 6              | 25. August 2019      | 29. September 2019   | 26. August 2019                           | 30. September 2019                        |
| 5       | 10             | 15. August 2021      | 17. Oktober 2021     | 16. August 2021                           | 18. Oktober 2021                          |
| 6       | 10             | 14. August 2022      | 16. Oktober 2022     | 15. August 2022                           | 17. Oktober 2022                          |